# Ley Olimpia
La Ley Olimpia es la denominación que adquiere un conjunto de reformas legislativas en distintos estados de México encaminadas a reconocer la violencia digital y sancionar los delitos que violen la intimidad sexual de las personas a través de medios digitales, también conocida como ciberviolencia o violencia digital. Las reformas legislativas adquieren esa denominación porque fueron impulsadas por la activista y más Olimpia Coral Melo. Se la considera como una ley modelo en materia de legislación contra la violencia digital.
Esta ley ha tenido un impacto significativo en varios estados del país, permitiendo que las víctimas de agresión digital accedan a la justicia y promoviendo un debate más amplio sobre la necesidad de proteger la privacidad y la seguridad de las mujeres en el entorno digital. Además, ha tenido repercusiones internacionales, influyendo en países como Argentina.

## Características
Las siguientes son conductas que atentan contra la intimidad sexual:
- Video grabar, audio grabar, fotografiar o elaborar vídeos reales o simulados de contenido sexual íntimo, de una persona sin su consentimiento o mediante engaño.
- Exponer, distribuir, difundir, exhibir, reproducir, transmitir, comercializar, ofertar, intercambiar y compartir imágenes, audios o videos de contenido sexual íntimo de una persona, a sabiendas de que no existe consentimiento, mediante materiales impresos, correo electrónico, mensajes telefónicos, redes sociales o cualquier medio tecnológico

Por su parte, se entiende como violencia digital aquellas acciones en las que se expongan, difundan o reproduzcan imágenes, audios o videos de contenido sexual íntimo de una persona sin su consentimiento, a través de medios tecnológicos y que por su naturaleza atentan contra la integridad, la dignidad y la vida privada de las mujeres y hombres causando daño psicológico, económico o sexual tanto en el ámbito privado como en el público, además de daño moral, tanto a ellos como a sus familias.

## Antecedentes
Surge a raíz de la difusión de un video de contenido sexual no autorizado de Olimpia Coral Melo en el estado de Puebla; derivado de ello se impulsó una iniciativa para reformar el Código Penal de dicha entidad y tipificar tales conductas como violación a la intimidad; acción que se ha replicado en 29 entidades federativas.
Es así como se legisló por primera vez este conjunto de reformas para reconocer, prevenir y castigar la violencia digital por compartir, difundir contenido íntimo sin consentimiento generando violencia sexual en internet y sancionar a quienes incurran en estos delitos que violen la intimidad sexual de las personas a través de medios digitales, también conocida como ciberviolencia.
La Ley Olimpia ha sido impulsada por mujeres feministas, y para noviembre de 2021 es una realidad jurídica en 29 estados de la República.

## Estados que han tipificado la conducta
| Entidad Federativa  | Regulación | Sanción | Fecha de publicación             |
| ------------------- | --- | --- | -------------------------------- |
| Aguascalientes      | Código Penal para el estado de Aguascalientes Artículo 181 b                                                                              | 1 a 4 años de prisión 300 a 600 días multa, así como al pago total de la reparación de los daños y perjuicios ocasionados | 28 de noviembre de 2019          |
| Baja California     | Código Penal para el estado de Baja California Artículo 175 sexties                                                                       | 1 a 6 años de prisión Multa de 500 a 1500 veces la unidad de medida y actualización | Aprobada (pendiente de publicar) |
| Baja California Sur | Código Penal para el estado libre y soberano de Baja California Sur Artículo 183 Quáter                                                   | 3 a 6 años de prisión Multa de 1000 a 2000 días multa al momento de que se cometa el delito | 20 de junio de 2019              |
| Chiapas             | Código Penal para el estado de Chiapas Artículo 343 Bis                                                                                   | 3 a 5 años de prisión 100 a 200 días multa | 5 de marzo de 2019               |
| Ciudad de México    | Código penal para el Distrito Federal Artículos 181 Quintus, 209 y 236                                                                    | 4 a 6 años de prisión Multa de 500 a 1000 unidades de medida y actualización | 22 de enero del 2020             |
| Coahuila            | Código Penal de Coahuila de Zaragoza Artículo 236, fracción III                                                                           | 3 a 6 años de prisión Multa de 1000 a 2000 unidades de medida y actualización | 12 de julio de 2019              |
| Durango             | Código Penal para el estado libre y soberano de Durango Artículo 182 ter                                                                  | 4 a 8 años de prisión Multa de 288 a 566 unidades de medida y actualización | 29 de diciembre de 2019          |
| Guanajuato          | Código Penal del Estado de Guanajuato Artículo 187-e                                                                                      | 2 a 4 años de prisión 20 a 40 días multa | 19 de junio de 2019              |
| Guerrero            | Código Penal para el estado libre y soberano de Guerrero Artículo 187                                                                     | 3 a 6 años de prisión Multa de 200 hasta 1000 veces el valor diario de la Unidad de Medida y Actualización | 8 de noviembre de 2019           |
| Estado de México    | Código Penal del Estado de México Artículos 211 Ter y 211 Quater                                                                          | 1 a 5 años y de 3 a 7 años de prisión Multa de 200 a 500 y de 200 a 400 unidades de medida y actualización | 5 de septiembre de 2019          |
| Jalisco             | Código Penal del Estado de Jalisco Artículo 176 Bis 1 y 176 Bis 2                                                                         | 1 a 8 años de prisión Multa de 1000 a 2000 unidades de medida y actualización | 19 de septiembre de 2020         |
| Michoacán           | Código Penal para el estado de Michoacán de Ocampo Artículos 195 y 195 bis                                                                | 4 a 8 años de prisión Multa de 1000 a 2000 veces el valor diario de la Unidad de Medida y Actualización y desde 1000 hasta 2000 veces el valor diario de la Unidad de Medida y Actualización por concepto de reparación del daño | 13 de enero de 2020              |
| Nuevo León          | Código Penal para el estado de Nuevo León Artículo 271 bis 5                                                                              | 6 meses a 4 años de prisión Multa de 800 a 200 cuotas | 19 de diciembre de 2018          |
| Oaxaca              | Código Penal para el estado libre y soberano de Oaxaca Artículo 249                                                                       | 4 a 8 años de prisión Multa de 1000 a 2000 veces el valor diario de la unidad de medida y actualización vigente al momento de que se cometa el delito                                                                            | 24 de agosto de 2019             |
| Puebla              | Código Penal del estado libre y soberano de Puebla Artículo 225                                                                           | 3 a 6 años de prisión Multa de 1000 a 2000 veces la unidad de medida y actualización al momento de que se cometa el delito | 10 de diciembre de 2018          |
| Querétaro           | Código Penal para el estado de Querétaro Artículos 167 Quáter y 167 Quinquies                                                             | 3 a 6 años de prisión 1000 a 2000 veces el valor diario de la UMA, y desde 1000 hasta 2000 veces el valor diario de la UMA por concepto de reparación del daño                                                                   | 12 de julio de 2019              |
| Veracruz            | Código Penal para el estado libre y soberano de Veracruz de Ignacio de la Llave Artículos 190 Quindecies, 190 Sexdecies y 190 Septendecim | 4 a 8 años de prisión Multa de 1000 hasta 2000 Unidades de Medida y Actualización, al momento de que se cometa el delito | 4 de junio de 2019               |
| Yucatán             | Código Penal del estado de Yucatán Artículo 243 bis 3 y 243 bis 4                                                                         | 1 año a 5 años y de 6 meses a 4 años de prisión Multa de 100 a 400 y de 200 a 500 unidades de medida y actualización | 22 de junio de 2018              |
| Zacatecas           | Código Penal para el estado de Zacatecas Artículo 232 Ter                                                                                 | 4 a 8 años de prisión Multa de 100 a 200 veces el valor diario de la Unidad de Medida y Actualización | 31 de agosto de 2019             |

## Nivel nacional
El 29 de abril de 2021 la Cámara de Diputados aprobó las reformas al Código Penal y la Ley General de Acceso de las Mujeres a una Vida Libre de Violencia para llevar la Ley Olimpia a nivel Nacional con una votación de 446 a favor y 1 en contra para incluir una condena de tres a seis años y quinientos mil UMAs

## Repercusiones internacionales
En Argentina, en 2022, se presentaron dos proyectos de ley, Ley Belén y Ley Olimpia, esta última tomando como modelo la ley mexicana, y buscando incorporar la violencia digital a la Ley de protección integral a las mujeres. Olimpia Coral Melo fue parte del grupo que presentó ambos proyectos de ley. En 2023, con 191 votos a favor, 2 votos en contra y una abstención, este proyecto de ley obtuvo media sanción en la Honorable Cámara de Diputados de la Nación.
En Chile, en 2020  se aprobó la Ley Pack, inspirada en la Ley Olimpia, que penaliza la difusión no consentida de material íntimo digital. Esta ley establece sanciones penales para quienes vulneren la privacidad en línea.
En España, en 2021, se introdujeron medidas contra el acoso digital en el marco de la Ley de Libertad Sexual, que incluye penas para quienes difundan imágenes íntimas sin autorización.
En Panamá, en agosto de 2024 se presentó un anteproyecto para prevenir la violencia digital, impulsado en parte por la visita de Olimpia Coral Melo al país para concientizar sobre este problema .